# D8-as főút (Horvátország)
A Horvát D8-as Adriai magisztrála Fiume és Dubrovnik között épült főút Horvátországban. Hossza 643,1 km. Az út 2001 és 2007 között épült meg.